# HMAS Australia (1911)
HMAS Australia (ЕВАК «Австралия») — один из трёх линейных крейсеров типа «Индефатигебл», построенных для защиты Британской империи. Заложенная в 1911 году, «Австралия» была принята на вооружение Королевским австралийским военно-морским флотом (RAN) в качестве флагмана в 1913 году, и стала единственным линейным кораблём, служившим в КАВМФ.
Во время Первой мировой войны «Австралия» служила на Тихом и Атлантическом океанах. В 1918 она стала первым линейным крейсером, нёсшим на борту аэроплан.
«Австралия» была затоплена с полным вооружением в 1924 году в ходе выполнения обязательств, взятых Британской империей согласно Вашингтонскому морскому соглашению.

## Конструкция
Корпус с полубаком, простиравшимся на две трети длины корабля с небольшими подъёмом к форштевню.
Австралия имела общую длину 179,8 м, ширину 24,4 м и максимальную осадку 39,2 футов. Имела нормальное водоизмещение 18 797 тонн и полное — 22 485 тонн. На 1913 год команда состояла из 818 офицеров и матросов.
Корабль был оснащен двумя комплектами паровых турбин с прямым приводом Parsons, каждый с приводом на два гребных вала, используя пар, вырабатываемый 31 котлом Babcock & Wilcox. Проектная мощность турбин 44 000 лошадиных сил (33 000 кВт), проектная максимальную скорость 25 узлов. На испытаниях в 1913 году турбины развили 55 000 л. с. (41 013 кВт) при этом скорость составила 26,89 узлов (49,8 км/ч). В дальность «Австралии» составляла 6690 морских миль (12 390 км) на экономической скорости 10 узлов (19 км/ч).
«Австралия» имела восемь 12-дюймовых орудий Mark X в четырёх башнях  Mk.VIII* (самые большие орудия за всю историю Австралийского флота). Две башни были установлены в носу и корме, обозначенные как «А» и «Х» соответственно. Остальные двое были бортовыми башнями, установленными по диагонали: «P» была впереди и слева, в то время как «Q» располагался справа и сзади. У каждой бортовой башни был небольшой сектор стрельбы на противоположную сторону. Вспомогательное вооружение состояло из шестнадцати 4-дюймовых орудий BL Mark VII, расположенных на надстройке. Крейсер имел два подводных торпедных аппарата, а также 12 торпед.
Крейсер имел главный пояс шириной 4-6 дюймов (102—152 мм), который простирался между концевыми барбетами. На «Австралии» верхняя броневая палуба имела толщину 25,4 мм, в районе погребов увеличиваясь до 51 мм. У бортовых башен в районе, примыкающем к борту, её толщина возрастала до 64 мм.
Нижняя главная броневая палуба имела толщину 25,4 мм со скосами в 25,4 мм, увеличиваясь в оконечностях до 64 мм.
Лоб, боковые и задние стенки башен 305-мм орудий имели толщину 178 мм. Крыша башни имела толщину 63—76 мм, настил пола в задней части башни — 76 мм. Барбеты имели толщину 178 мм.
Башня «А» была оснащена 9-футовым дальномером (2,7 м) на задней части башни.